# Маджун

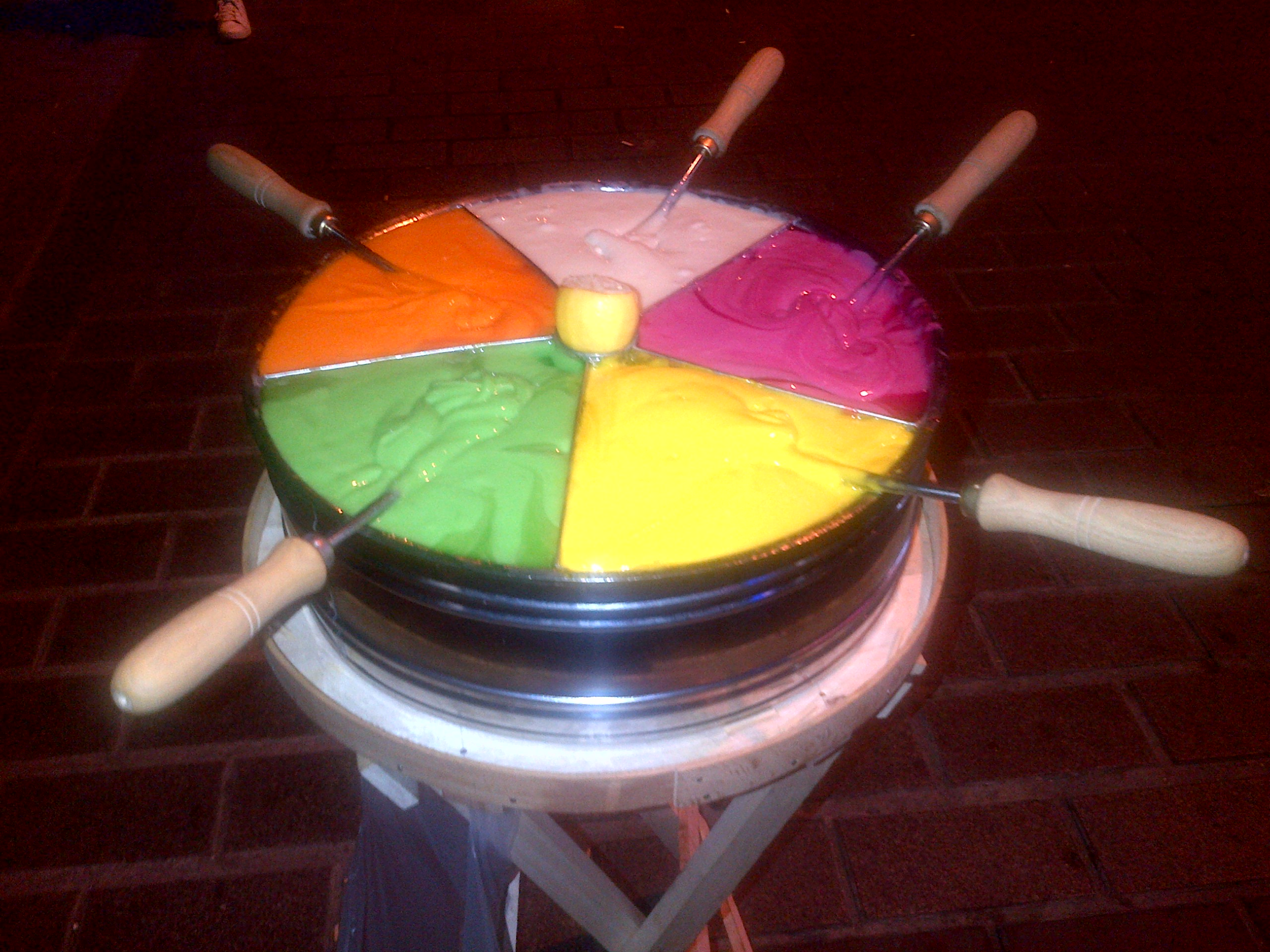
Маджун у Туреччині

Маджун (тур. Macun şekeri) — турецька м'яка, солодка і барвиста цукеркова паста. Маджун — вулична їжа, яку готують з безліччю різних трав і спецій. Він походить від пряних заготівель месір маджуну, традиційної турецької трав'яної пасти, про виготовлення якої відомо від середньовіччя. У той час маджун застосовували і як фармацевтичний засіб. Його традиційно подають на круглій таці з окремими відсіками для різних кольорів. Споживання маджуну є частиною деяких турецьких звичаїв.

## Опис

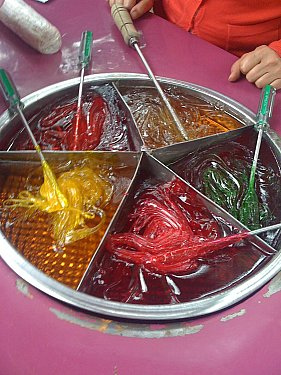
Маджун

Маджун — це вулична їжа, яку часто продають просто неба, особливо під час вуличних фестивалів (тур. panayır). Це популярні солодощі серед дітей. Кольори різних видів маджуну бувають яскравими або світлими. Маджун можна приготувати з багатьма різними травами і спеціями. Ароматизаторами для маджуну традиційно є бергамот, кориця, мастика, м'ята, троянда, лимон і слива.

## Історія
Маджун походить від пряних заготівель месір маджуну, традиційної турецької трав'яної пасти, відомої з давнини, що використовувалася тоді як лікарський засіб.
Вважалося, що маджун має терапевтичний ефект, додає сили і заспокоює дух. Ісламські лікарі вигадали сотні видів маджуну. Під час його приготування різні трави та спеції змішували з медом, який також слугував для збереження продукту. Безліч видів маджуну подавали і вживали і як ліки, і як кондитерські вироби (цукерки). Так, у період Османської імперії був популярним Неруз маджуну (тур. Neruz macunu), також відомий як неврузійє (тур. nevruziyye), що використовувався і в медицині, і як солодощі.
У XVII столітті дервіш Сеїд Хасан, шейх суфійського ордену Сунбулійє, ввів у вжиток два види маджуну, приправлених відповідно м'ятою і лепехою. Їх подавали під час трапези, яку він ділив з іншими дервішами і своїми друзями.

## Подача

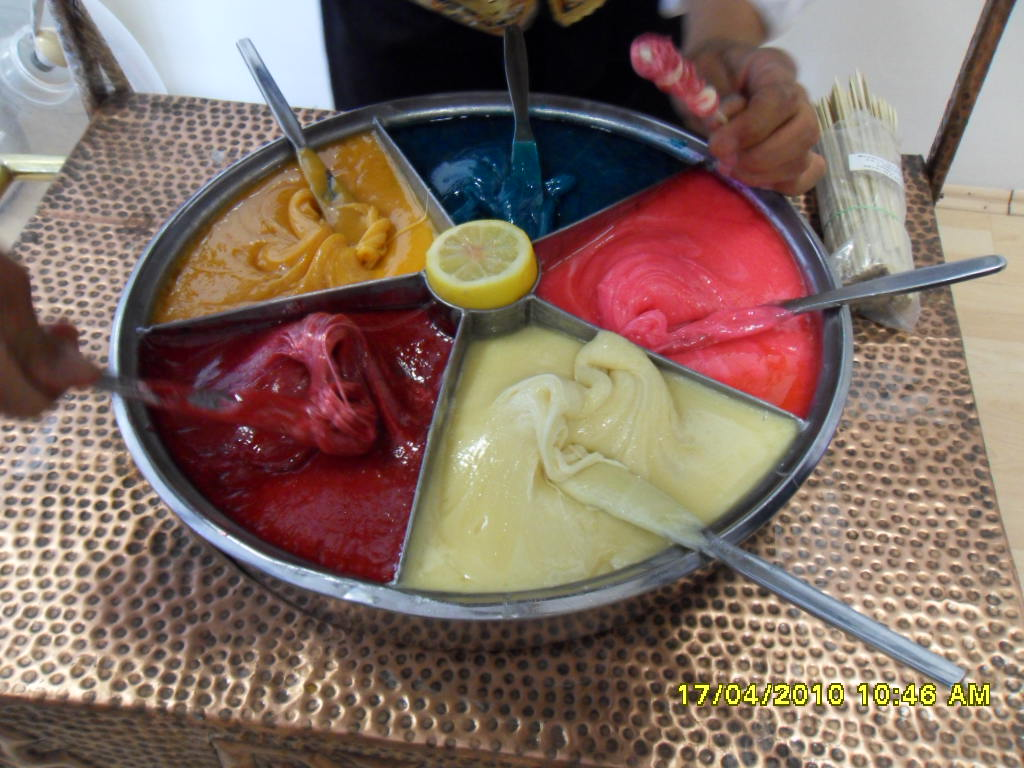
Маджун, що подається на традиційній таці з відсіками.

Маджун зазвичай подають у круглому бляшаному лотку, що має окремі трикутні відсіки. Солодощі можуть подавати за допомогою маджунджу маблагі (тур. macuncu mablaği) або маджункеш (тур. macunkeş). Це пристосування у формі викрутки, яке опускають у маджун і обертають навколо малої ручки, намотуючи пасту. Часто це роблять з декількома видами десерту, створюючи смугасту цукерку. У Туреччині людей, які продають маджун, називають маджунджу (тур. macuncu).

### Історія
У минулому в Туреччині таці для маджуну робили з міді або деревини, і торговці встановлювали їх на триногах. Інші тримали маджун в посудині, прив'язаній до талії ременем, при цьому вона мала окремі відсіки для солодощів різних смаків. Деякі продавці маджуну в Стамбулі намагалися залучити покупців і, конкуруючи з іншими продавцями, виконували музику. Вуличні торговці продавали маджун на весняному фестивалі Хидиреллез, у ярмаркові дні, свята, на весільних процесіях і на інших заходах.

## Звичаї
У регіоні Анатолії існує весільний звичай, коли наречений їсть маджун у ніч свого весілля. Свято месір байрамі в Манісі супроводжується роздаванням маджуну людям на вулицях.